# كارلوس زافالا
كارلوس زافالا (بالإنجليزية: Carlos Zavala) هو لاعب كرة قدم أمريكي، ولد في 11 يونيو 1969 في تولوكا في المكسيك. لعب مع نادي تولوكا.

## وصلات خارجية
- كارلوس زافالا على موقع قاعدة بيانات كرة القدم.إي يو (الإنجليزية)